# Звоник Дан Русланович
Дан Русланович Звоник (14 червня 1996, м. Донецьк, Україна — квітень 2022) — український спортсмен, чемпіон України з кіокушинкай карате (2013), чемпіон Кубка Світу з Кекусінкай карате, чемпіон Кубка Європи (IKO Sosai). Загинув захищаючи свою Батьківщину від російської окупації після тортур росіянами і пострілу в потилицю.

## Біографія
Дан Русланович Звоник народився 14 червня 1996 року в м. Донецьку. З трьох років займався кіокушинкай карате. Його тренував його ж батько Руслан Звоник . З 10-ти років багаторазово посідав перші місця на різних змаганнях. У 2013 році став чемпіоном України з кіокушинкай карате. Також посів перше місце на Кубку світу з ХонКіокушина карате, і став чемпіоном Кубка Європи (IKO Sosai).
Після захоплення Донецька в 2014-му році родина Дана переїхала в Київ. Незабаром батько Дана вирішив вступити в батальйон «Азов». А потім до батька приєднався і син. Вони служили в Маріуполі, тому мама і сестра Дана переїхали в Маріуполь. Купили квартиру на лівому березі міста поруч з морем, прожили в Маріуполі 6 років .
В грудні 2021 Дан  захистив диплом викладача інформатики (навчався заочно в виші в Бердянську) .
Перед повномасштабним вторгненням Дан та його батько звільнилися з служби .
Після російського вторгнення в Україну пішов захищати свою Батьківщину і разом з батьком долучився до Територіальної оборони . Згодом потрапив у полон. 20 квітня відео з полоненими опублікували ДНР і в ньому обіцяли «збереження життя та дотримання міжнародних законів про поводження з полоненими». 1 травня 2022 року російські загарбники передали матері тіло з великим отвором на потилиці.
Похований в Донецьку бабусею і дідусем .

## Досягнення
- 26 квітня 2014 року. Відкритий всеукраїнський турнір «Кубок Донбасу», Донецьк — 1 місце (- 70 кг)[1];
- 23 березня 2013 року. Чемпіонат України, Луцьк, IKO Matsushima - 1 місце (16-17 років, - 70 кг). Чемпіон України[1];
- 6 квітня 2013 року. Чемпіонат Київської області, Вишгород, Kyokushinkan — 1 місце (16-17 років, до 70 кг) + приз «Кращий боєць турніру»[1];
- 15 грудня 2012 року. Всеукраїнський турнір, Херсон, IKO1 — 1 місце (16-17 років, до 70 кг) + приз за кращу техніку[1];
- 17 листопада 2012 року. Фінал кубка України з кіокушинкан карате, Тернопіль — 1 місце (16-17 років, до 70 кг)[1];
- 12-13 травня 2012 року. Сентеш (Угорщина), Кубок Світу з ХонКіокушин карате - 1 місце (15-16 років, до 70 кг)[1];
- 23 березня 2012 року. Чемпіонат України, Луцьк, IKO Matsushima - 2 місце (14-15 років, + 60 кг). Срібний призер України[1];
- 23 березня 2012 року. Кубок Європи, Київ, IKO Sosai - 1 місце (14-15 років, до 70 кг)[1];
- 25-26 лютого 2012 року. Чемпіонат Росії, IKO Matsushima - 1 місце (14-15 років, + 60 кг)[1];
- 3-4 грудня 2011 року. Перше Першість світу, Москва 14-15 років, до 65 кг - 2-місце[1];
- 19 листопада 2011 року. Відкрита першість Донецької області - 1 місце (14-15 років, + 60 кг)[1];
- 17 вересня 2011 року. Кубок Європи Європи, Мукачево 15-16 років, до 70 кг — 1-місце[1];
- 24 жовтня 2010 року. Відкритий кубок Донбасу (1-місце 14-15 років, понад 60 кг)[1];
- 2010 рік. Відкритий кубок Луганської області (14-15 років 1-місце до 60 кг)[1];
- 2010 рік. Чемпіонат Донецької області (1-місце 1996—1997 роки. понад 60 кг)[1];
- 25 жовтня 2009 року. Відкритий кубок Донбасу (1-місце 12-13 років, понад 50 кг)[1];
- 12 квітня 2009 року. Міжнародний турнір, Алушта — 1-місце (12-13 років до 50 кг)[1];
- 21 березня 2009 року. Відкритий чемпіонат Херсонської області (3-місце 12-13 років, до 45 кг)[1];
- 2009 рік. Чемпіонат Донецької області (3-місце 1996-1997 роки. 50-60 кг)[1];
- 16-17 грудня 2006 року. Відкритий чемпіонат Херсонської області (1-місце 10-11 років, до 35 кг)[1];
- 20-21 квітня 2007 року. Відкритий чемпіонат Херсонської області (1-місце 10-11 років, до 35 кг)[1];
- 7 жовтня 2007 року. Відкрита першість Херсонської області (1-місце 10-11 років, до 35 кг)[1].

## Родина
- Руслан Звоник — батько [3]
- Ганна Звоник — мама [3]
- Владислав Звоник — брат [3]
- сестра [3]
- Дана Звоник — донька, народилася 27 липня 2022 після смерті Дана [3]

## Дивіться також
- Список українських спортсменів, тренерів і функціонерів, що загинули під час Революції гідності чи внаслідок російської агресії в Україні